# Фелештинський Ярослав Петрович
Ярослав Петрович Фелештинський (1958 р.н.) — український лікар-хірург і науковець, доктор медичних наук, професор, завідувач кафедри хірургії та проктології Національної медичної академії післядипломної освіти імені П. Л. Шупика МОЗ України. Заслужений лікар України.

## Освіта
1975-1981 – Київський медичний інститут ім. О. О. Богомольця за фахом «Лікувальна справа»
1981-1982 рр. – інтернатура за фахом хірургія
1982-1985 рр. – лікар-хірург Сквирської ЦРЛ, Київська область,
1985-1987 рр. – клінічна ординатура з хірургії при Київському медичному інституті
1987 року – асистент, з 1997 – доцент, з 2003 р. – професор кафедри хірургії Національного медичного університету ім. О.О.Богомольця. з 2006 р. – професор кафедри хірургії та проктології Національної медичної академії післядипломної освіти імені П. Л. Шупика МОЗ України. з 2010 р. – завідувач кафедри хірургії та проктології Національної медичної академії післядипломної освіти імені П. Л. Шупика МОЗ України.
Вчителі: проф. Черенько М.П., проф. Братусь В.Д., проф. Фоменко Л.І.

## Лікарська і наукова діяльність
Дисертацію доктора медичних наук захистив у 2000 в Національному медичному університеті імені О. О. Богомольця. Тема дисертації «Патогенез, хірургічне лікування і профілактика рецидивів гриж черевної стінки у пацієнтів похилого і старечого віку».
Організував перший в Україні герніологічний центр (місто Київ).
Науковий та практичний напрямки: алопластика та лапароскопічна хірургія гриж живота, ургентна хірургія, проктологія.

## Громадська діяльність
Є організатором і президентом Української асоціації хірургів-герніологів (хірургів, які займаються лікуванням гриж).

## Патенти
1. Спосіб хірургічного лікування великих та велетенських післяопераційних вентральних гриж (1997)
2. Спосіб вимірювання внутрішньочеревного тиску (1997)
3. Спосіб хірургічного лікування великих верхньосерединних післяопераційних вентральних гриж з діастазом прямих м'язів живота (1998)
4. Спосіб хірургічного лікування пахвинних гриж у хворих похилого і старечого віку (1998)
5. Спосіб хірургічного лікування пупкових гриж у хворих похилого і старечого віку (1998)
6. Спосіб хірургічного лікування стегнових гриж у хворих похилого і старечого віку (1998)
7. Спосіб хірургічного лікування гігантських післяопераційних гриж (1998)
8. Спосіб профілактики рецидиву грижі живота (2000)
9. Спосіб хірургічного лікування грижі білої лінії і діастазу прямих м’язів живота (2001)
10. Спосіб хірургічного лікування пахвинних гриж (2001)
11. Спосіб хірургічного лікування рецидивних пахвинних гриж з використанням поліпропіленової сітки (2001)
12. Спосіб хірургічного лікування післяопераційних попереково-бокових гриж живота з використанням поліпропіленової сітки (2003)
13. Спосіб комплексного лікування бульозно-некротичної форми бешихового запалення (2003)
14. Спосіб хірургічного лікування рецидивних пахвинних гриж з використанням поліпропіленової сітки (2004)
15. Спосіб хірургічного лікування рецидивних пахвинних гриж із зруйнованою пахвинною зв’язкою (2004)
16. Спосіб хірургічного лікування післяопераційних гриж правої здухвинної ділянки живота з використанням поліпропіленової сітки (2005)
17. Спосіб хірургічного лікування гігантських післяопераційних вентральних гриж з діастазом прямих м’язів живота з використанням поліпропіленової сітки (2005)
18. Спосіб профілактики ускладнень з боку рани після герніопластики з приводу велетенської післяопераційної грижі живота (2006)
19. Спосіб хірургічного лікування пахвинно-калиткових гриж великих розмірів (2006)
20. Спосіб алопластики гігантських післяопераційних вентральних гриж з діастазом прямих м'язів живота (2008)
21. Спосіб інтраабдомінальної алопластики післяопераційних вентральних гриж гігантського розміру (2014)
22. Спосіб алопластики гігантських післяопераційних гриж живота з трансфасціальною фіксацією інтраабдомінального сітчастого імплантата (2015)
23. Спосіб діагностики та лікування тонкокишкових кровотеч (2016)

## Публікації
Окремі публікації:
- Фелештинський Я. П. Післяопераційні грижі живота: [монографія] / Київ : [б. в.], 2012. — 199 с. : кольор. іл., табл. — 1000 прим. — ISBN 978-966-1653-07-7
- Фелештинський Я.П., Ватаманюк В.Ф., Свиридовський С.А., Дубенець В.О. Експлантація сіток при ускладеннях алогерніопластики, показання та профілактика.// Львівський медичний часопис, - 2009, - том 15, №2, - с.61-64.
- Фелештинський Я.П., Кузнецов О.О. Диференційований підхід до хірургічного лікування троакарних гриж живота.// Тези доповідей VI науково-практичної конференції з міжнородною участю “Сучасні технології в герніології», - 2009, - с.57-59.
- Фелештинський Я.П., Ватаманюк В.Ф., Свиридовський С.А., Філіп М.С. Порівняльна оцінка операцій Ліхтенштейна та лапароскопічної герніопластики при пахвинних грижах. // Тези доповідей VI науково-практичної конференції з міжнородною участю “Сучасні технології в герніології», - 2009, - с.59-60.
- Фелештинський Я.П., Мамчич В.І., Свиридовський С.А., Ватаманюк В.Ф. Комплексна профілактика хронічного болю при пахвинній алогерніопластиці. // Тези доповідей VI науково-практичної конференції з міжнородною участю “Сучасні технології в герніології», - 2009, - с.60-62.
- Фелештинський Я.П., Мамчич В.І., Ватаманюк В.Ф., Свиридовський С.А. Вибір способу алопластики при післяопераційних грижах живота. // Вісник Вінницького Національного медичного університету ім. М.І.Пирогова, - 2010, - №14(2), - с. 434-437.
- Фелештинський Я.П., Мамчич В.І., Ватаманюк В.Ф., Дубенець В.О. Варіанти алопластики гігантських післяопераційних вентральних гриж та профілактика абдомінального компартмент синдрому. // Матеріали наукового конгресу "IV міжнародні пироговські читання" присвячені 200-річчю з дня народження М.І.Пирогова. XXII з'їзд хірургів України. - 2010, - Вінниця, - том ІІ, - с. 194-195.
- Фелештинський Я.П., Кузнецов О.О. Диференційований підхід до хірургічного лікування троакар них гриж живота. // Матеріали наукового конгресу "IV міжнародні пироговські читання" присвячені 200-річчю з дня народження М.І.Пирогова. XXII з'їзд хірургів України. - 2010, - Вінниця, - том ІІ, - с. 195-196.
- Фелештинський Я.П., Свиридовський С.А., Філіп М.С. Оптимізація хірургічного лікування «панталонної» пахвинної грижі. // Матеріали наукового конгресу "IV міжнародні пироговські читання" присвячені 200-річчю з дня народження М.І.Пирогова. XXII з'їзд хірургів України. - 2010, - Вінниця, - том ІІ, - с.196.
- Фелештинський Я.П., Свиридовський С.А., Ватаманюк В.Ф. Лапароскопічна трансабдомінальна пре перитонеальна герніопластика та операція Ліхтенштейна при пахвинних грижах. // Матеріали наукового конгресу "IV міжнародні пироговські читання" присвячені 200-річчю з дня народження М.І.Пирогова. XXII з'їзд хірургів України. - 2010, - Вінниця, - том ІІ, - с. 197.

## Міжнародна співпраця
Співпрацює з кафедрою хірургії (проф. Сметанський М.) медичного університету Гданська (Польща)
- президент Української асоціації хірургів-герніологів
- голова проблемної комісії «хірургія» Національної медичної академії післядипломної освіти імені П. Л. Шупика МОЗ України
- чл. редакційних рад журналів «Клінічна хірургія», «Хірургія України», «Хирургия. Восточная Европа», «Здоров’я суспільства», «Сімейна медицина», «Пластична та реконструктивна хірургія», «Шпитальна хірургія»
- чл. спеціалізованої вченої ради Національної медичної академії післядипломної освіти імені П. Л. Шупика МОЗ України Д 26.613.08 за спеціальністю 14.01.03 «хірургія»
- чл. атестаційної комісії МОЗ України за спеціальністю «хірургія» та «проктологія»
- Елемент маркованого списку